# 孫蔚如
孫 蔚如（そん いじょ／そん うつじょ、繁体字: 孫蔚如; 拼音: Sūn Wèirú; ウェード式: Sun Wei-ju）は、中華民国の軍人、中華人民共和国の政治家。西北軍を率いた楊虎城の側近的存在の人物で、西安事件や日中戦争で活動した。

## 事績

### 北伐参加まで
郷紳の家庭に生まれる。1910年（宣統2年）、咸長初等実業学校に入学し、後に長安高等小学校に進学した。1913年（民国2年）、西北大学予科に入学し、同年冬、陝西陸軍測量学校に転入している。1915年（民国4年）夏に卒業し、陝西陸軍測量局地形課で勤務した。この頃、孫文（孫中山）の革命思想に傾倒し、1916年（民国5年）、中華革命党に加入している。1917年（民国6年）末、孫蔚如は胡景翼率いる陝西靖国軍に加入し、陝西督軍陳樹藩との戦いで軍功をあげて地位を上げていく。後に胡景翼が後任の陝西督軍馮玉祥に帰服しても、孫蔚如は楊虎城の下で靖国軍の旗幟をかかげて戦い続けた。1924年（民国13年）、馮玉祥・胡景翼らが北京政変（首都革命）を起こし国民軍を結成すると、楊虎城・孫蔚如もこれに陝西国民軍として合流した。
1926年（民国15年）初めに、鎮嵩軍を率いる劉鎮華の大軍に西安を包囲されたが、楊虎城・孫蔚如らは8カ月にわたり懸命に防戦、最後は馮玉祥が派遣した援軍のおかげで劉鎮華を撃破している。西安の危機を克服した後、楊虎城は国民革命軍第2集団軍第10軍軍長に任命され、孫蔚如もその下で第10軍参謀長、第2師師長代理などを歴任している。1927年（民国16年）、北伐の一環で山東省方面で北京政府側の張宗昌軍と戦い、これを撃破した。1928年（民国17年）春、楊虎城が日本へ視察に赴いたため、孫蔚如が第10軍軍長代理に就任する。その後、第10軍は安徽省や河南省・山東省と駐留地点をしばしば移された。
この頃、中国共産党粛清が国民政府中央で実施され、楊虎城・孫蔚如らもそれを求められていたが、2人はこれを軍を瓦解させるだけの行為として拒否した。孫蔚如が軍長代理となった直後、軍内にいた共産党の士官が第10軍内で蜂起する動きを見せた。孫蔚如はこれを鎮圧する一方で過剰な粛清は実践せず、軍内から共産党人士を追放するだけに止めた。1929年（民国18年）からの蔣介石派と反蔣介石派の戦いには、楊虎城・孫蔚如は直接参加していない。中原大戦後の1930年（民国19年）10月に楊虎城が陝西省政府主席に任命されると、孫蔚如も第17師師長に昇進し陝西省に戻った。

### 西安事件と日中戦争
1931年（民国20年）11月、満洲事変（九・一八事変）後の混乱を衝き、北京政府直隷派の呉佩孚が甘粛省の蘭州で地元軍閥に推戴されて中国国防軍総司令を自称する挙に出る。孫蔚如は楊虎城の命を受けて直ちにこれを討伐、平定した。楊虎城は孫蔚如の甘粛省政府主席就任を蔣介石に求めたが、蔣介石はこれを拒否、孫蔚如は陝西に戻り同省南部に駐屯する。以後、孫蔚如は抗日・聯共の傾向を強め、長征中の紅軍とも交渉を重ね相互不可侵の協定を秘密裏に結ぶなどした。1936年（民国25年）12月の西安事件においても、張学良と楊虎城から軍事顧問召集人・抗日聯軍臨時西北軍事委員会責任者・抗日援綏第1軍団軍団長に任命され、蔣介石らの逮捕に動く。楊虎城が出国に追い込まれた後の1937年（民国26年）1月、孫蔚如が陝西省政府主席（前任者は邵力子）に任命された。
日中戦争（抗日戦争）勃発後の1938年（民国27年）6月、孫蔚如は第31軍団軍団長に任命され、山西省南部で日本軍を迎撃した。1939年（民国28年）2月、第4集団軍総司令に昇進し、同年中に陸軍大学将官班第1期で訓練を受けている。1941年（民国30年）、河南省に移駐した。1944年（民国33年）9月、第1戦区副司令長官に、1945年（民国34年）7月には第6戦区司令長官にそれぞれ昇進した。同年5月には、中国国民党第6期中央執行委員に選出されている。なお孫蔚如の後任として陝西省政府主席となった蔣鼎文は、在任中に日本軍の空爆を受けて恐怖し、自分と一部の側近だけを連れて成都へ逃亡する挙に出たことがあった。このとき、孫蔚如は西安市において各界人士に抗戦を呼びかけ、省を混乱から救った。また、抗日戦中の共産党との連携も孫蔚如は積極的であった。

### 国共内戦と晩年
日中戦争終結後、孫蔚如は武漢で日本軍の受降官を務め、12月には第6戦区を改組した軍事委員会武漢行営（後に「行轅」）で副主任に任命された。しかし、実際の軍事指揮権を委ねられることはなかった。1948年（民国37年）8月、総統府戦略顧問委員会委員に任命される。まもなく杭州へ移り、自らが率いていた警衛団を第232師に改編した上で湖南省の程潜を頼っている。1949年（民国38年）8月、程潜が長沙起義（反国民党蜂起）を決行すると、孫蔚如もこれに同調した。
中華人民共和国建国後の1950年8月、孫蔚如は邵力子の紹介で中国国民党革命委員会（民革）に加入した。以後、民革の中央常務委員・陝西省委員会主任委員、第1期・第4期中国人民政治協商会議（政協）陝西省委員会副主席、第5期政協全国委員会委員、第1期～第3期陝西省人民代表大会代表、陝西省副省長、国防委員会委員などを歴任している。1979年7月27日、病没。享年84（満83歳）。